# Patrick Kops
Patrick Kops (Heiloo, 5 september 1969) is een Nederlands voormalig wielrenner die actief was in het weg- en het baanwielrennen. Zijn sterkste onderdelen waren het stayeren en de derny. Hij behaalde in 1998 een derde plaats op het Europees kampioenschap stayeren. Hij won tussen 1999 en 2004 drie keer Nederlandse kampioenschap stayeren en drie keer het Nederlandse kampioenschap derny.

## Palmares

### Baan
| Jaar      | NK              | EK        | WK        | Overige   |           |
| Als Elite | Als Elite       | Als Elite | Als Elite | Als Elite | Als Elite |
| --------- | --------------- | --------- | --------- | --------- | --------- |
| 1997      | stayeren        |           |           |           |           |
| 1998      | stayeren        | stayeren  |           |           |           |
| 1999      | stayeren, derny |           |           |           |           |
| 2000      | derny, stayeren |           |           |           |           |
| 2001      | derny, stayeren |           |           |           |           |
| 2002      | stayeren, derny |           |           |           |           |
| 2003      | stayeren, derny |           |           |           |           |
| 2004      | derny, stayeren |           |           |           |           |
| 2005      | stayeren, derny |           |           |           |           |
| 2006      | stayeren        |           |           |           |           |
| 2007      | stayeren        |           |           |           |           |